# Богданівська загальноосвітня неповна школа (Павлоградський район)
Богданівська загальноосвітня школа І-ІІ ступенів — російськомовний середній навчальний заклад І-ІІ ступенів у селі Богданівка, Павлоградського району Дніпропетровської області.

## Загальні дані
Богданівська загальноосвітня школа І-ІІ ступенів розташована за адресою: вул. Шкільна, 15, село Богданівка (Павлоградський район) — 51464, Україна.
Директор закладу — Петерняк Сергій Борисович.
Мова викладання — російська.
Школа бере участь в регіональних та міжнародних освітніх програмах: Модернізація сільської освіти Дніпропетровщини..
Освітній заклад розрахований на 320 учнів. В школі 9 навчальних кабінетів. 
Після закінчення цього навчального закладу учні продовжують вчитися в Богданівській загальноосвітній школі І-III ступенів.

## Джерело-посилання
- Школа на сайті Павлоградського району [Архівовано 5 березня 2016 у Wayback Machine.]